# VFW VAK 191B
VFW VAK 191B là một mẫu máy bay tiêm kích tấn công hạt nhân VTOL thử nghiệm của Đức. Do hãng Vereinigte Flugtechnische Werke (VFW) thiết kế và chế tạo vào đầu thập niên 1970, dự định sẽ thay thế Fiat G.91.

## Quốc gia sử dụng
Đức
- Luftwaffe

## Tính năng kỹ chiến thuật (VAK 191B)

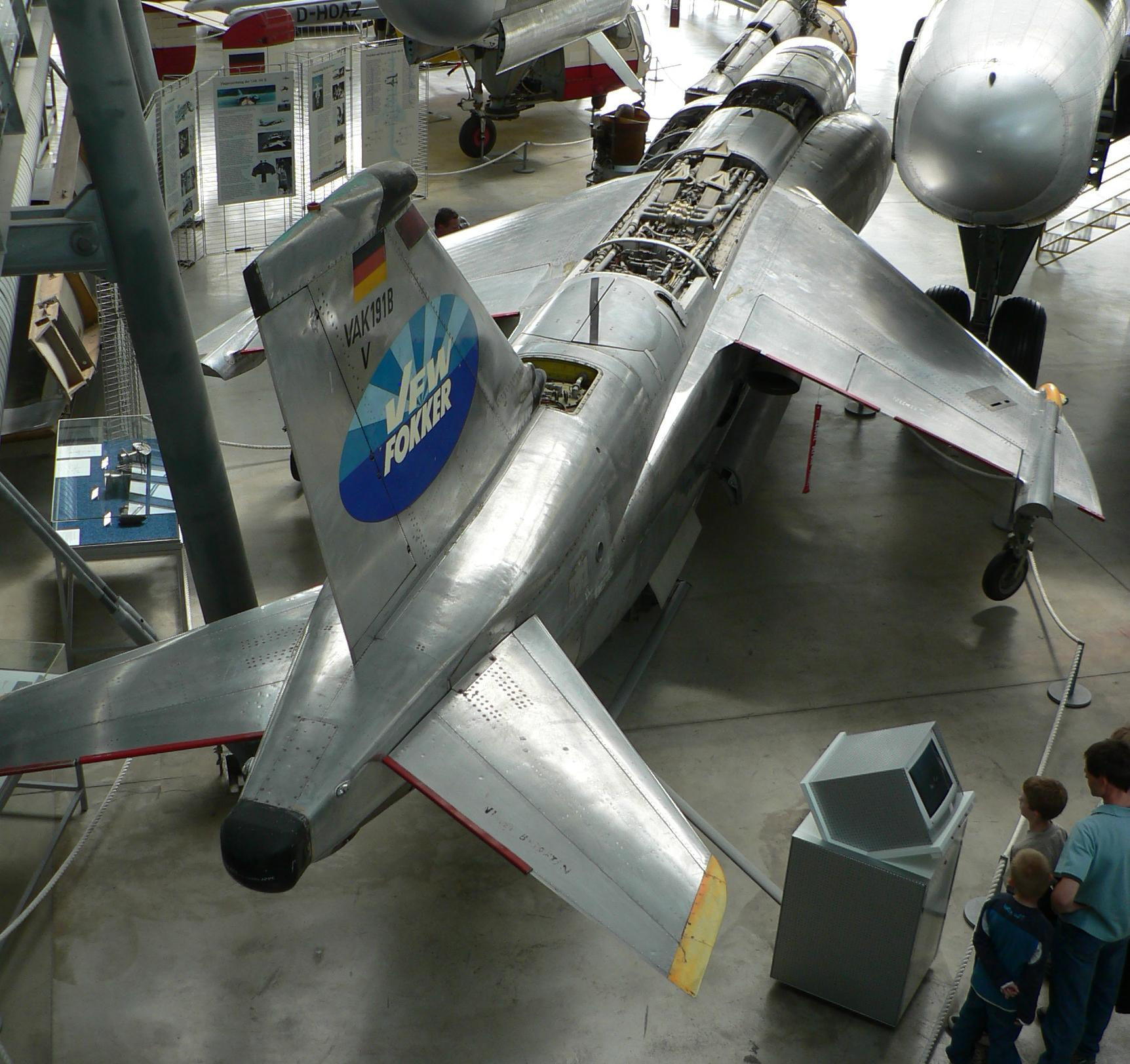
VAK 191B nhìn từ trên xuống

Dữ liệu lấy từ "X-Planes and Prototypes"

### Đặc điểm riêng
- Tổ lái: 1
- Chiều dài: 16,40 m (53 ft 7 in)
- Sải cánh: 6,16 m (20 ft 3 in)
- Chiều cao: 4,30 m (14 ft 1 in)
- Diện tích cánh: 19 m² (204,44 ft²)
- Trọng lượng rỗng: 5.562 kg (12.236 lb)
- Trọng lượng có tải: 8.507 kg (18.715 lb)
- Trọng lượng cất cánh tối đa: 9.000 kg (19.800 lb)
- Động cơ:
  - 1 động cơ tuabin quạt trong Rolls-Royce/MAN Turbo RB.193-12, lực đẩy 45,2 kN (10.150 lb)
  - 2 động cơ tuanbin nâng Rolls-Royce RB162-81 F 08, lực nâng 26,5 kN (5.587 lb) mỗi chiếc

### Hiệu suất bay
- Vận tốc cực đại: 1.108 km/h (594 knots, 684 mph)
- Tầm bay: 400 km (216 nm, 246 mi)
- Trần bay: 15.000 m (49.200 ft)

### Máy bay có tính năng tương đương
- EWR VJ 101
- Hawker Siddeley Harrier
- Hawker Siddeley P.1154
- Hawker Siddeley P.1127
- Yakovlev Yak-38

### Danh sách khác
- Danh sách máy bay tiêm kích
- Danh sách máy bay quân sự của Đức